# Боратинець Руський
Боратинець Руський (пол. Boratyniec Ruski) — село в Польщі, у гміні Сім'ятичі Сім'ятицького повіту Підляського воєводства. Населення — 251 особа (2011).

## Історія
Вперше згадується 1531 року.
У 1975—1998 роках село належало до Білостоцького воєводства.

## Демографія
Демографічна структура станом на 31 березня 2011 року:
|          | Загалом | Допрацездатний вік | Працездатний вік | Постпрацездатний вік |
| -------- | ------- | ------------------ | ---------------- | -------------------- |
| Чоловіки | 129     | 21                 | 92               | 16                   |
| Жінки    | 122     | 26                 | 61               | 35                   |
| Разом    | 251     | 47                 | 153              | 51                   |